# Li Yongbo

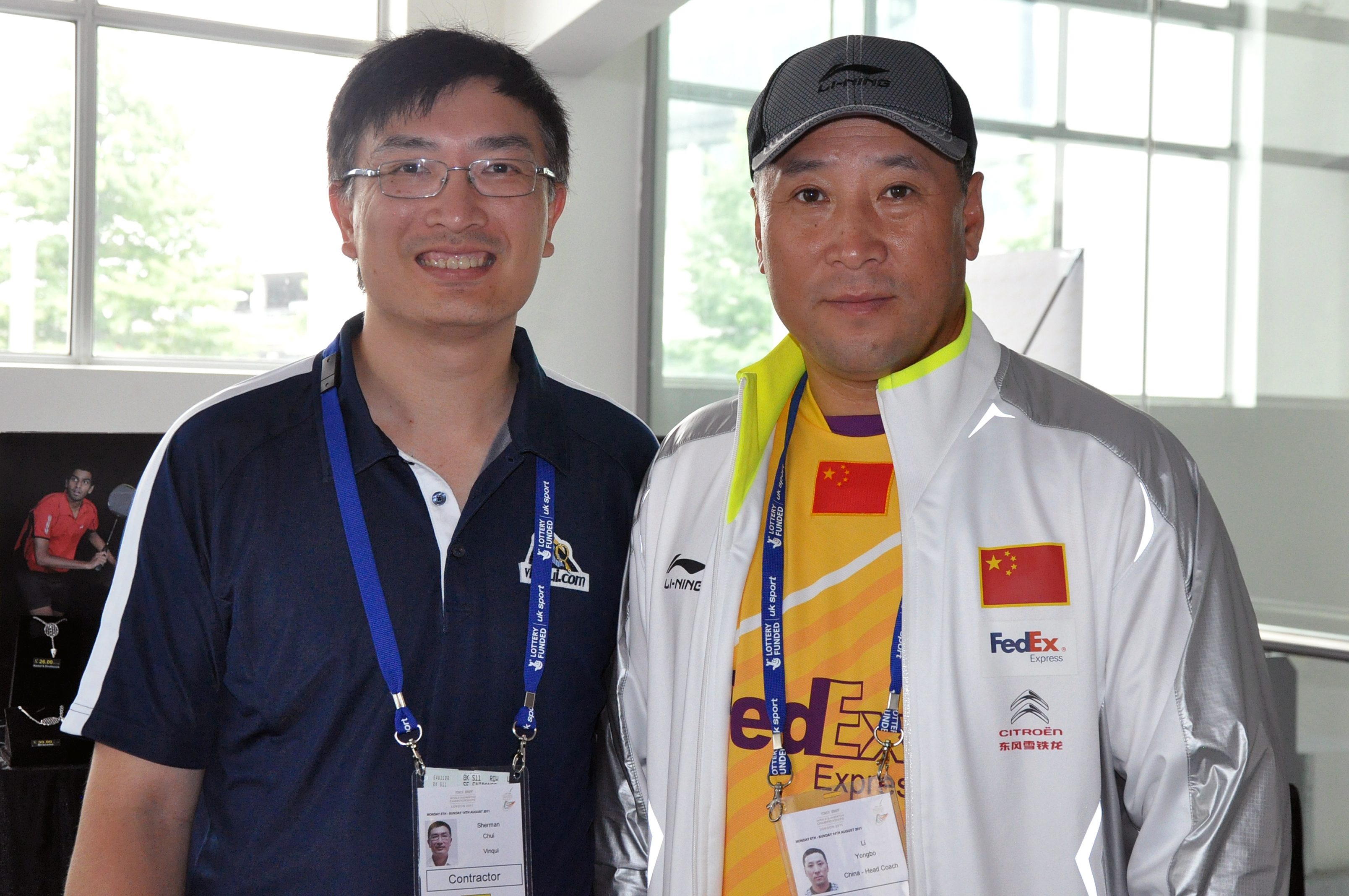
Li Yongbo (rechts) 2011

Li Yongbo (chinesisch 李永波, * 18. September 1962) ist ein ehemaliger chinesischer Badmintonspieler.

## Karriere
Yongbo war einer der bedeutendsten Doppelspieler der Welt in den 1980er Jahren. Sein Name ist untrennbar mit dem seines Partners Tian Bingyi verbunden, mit welchem er fast alle seine sportlichen Erfolge erringen konnte. So wurden beide gemeinsam 1985 Vizeweltmeister und sowohl 1987 als auch 1989 Weltmeister. Auch die All England gewannen die Chinesen als Doppelpaarung. Nach seiner aktiven Laufbahn arbeitete er als Trainer unter anderem bei Olympia 2012.

## Sportliche Erfolge
| Saison | Veranstaltung     | Disziplin    | Platz | Name                     |
| ------ | ----------------- | ------------ | ----- | ------------------------ |
| 1985   | German Open       | Herrendoppel | 1     | Li Yongbo / Ding Qiqing  |
| 1985   | Denmark Open      | Herrendoppel | 1     | Li Yongbo / Tian Bingyi  |
| 1985   | Swedish Open      | Herrendoppel | 1     | Li Yongbo / Ding Quiqing |
| 1985   | Malaysian Masters | Herrendoppel | 1     | Li Yongbo / Tian Bingyi  |
| 1985   | Weltmeisterschaft | Herrendoppel | 2     | Li Yongbo / Tian Bingyi  |
| 1986   | Asienspiele       | Herrendoppel | 2     | Li Yongbo / Tian Bingyi  |
| 1986   | Denmark Open      | Herrendoppel | 1     | Li Yongbo / Tian Bingyi  |
| 1987   | Weltmeisterschaft | Herrendoppel | 1     | Li Yongbo / Tian Bingyi  |
| 1987   | All England       | Herrendoppel | 1     | Li Yongbo / Tian Bingyi  |
| 1987   | Thailand Open     | Herrendoppel | 1     | Tian Bingyi / Li Yongbo  |
| 1988   | All England       | Herrendoppel | 1     | Li Yongbo / Tian Bingyi  |
| 1988   | Swedish Open      | Herrendoppel | 1     | Li Yongbo / Tian Bingyi  |
| 1988   | Japan Open        | Herrendoppel | 1     | Tian Bingyi / Li Yongbo  |
| 1988   | Malaysia Open     | Herrendoppel | 1     | Li Yongbo / Tian Bingyi  |
| 1988   | Thailand Open     | Herrendoppel | 1     | Tian Bingyi / Li Yongbo  |
| 1988   | Denmark Open      | Herrendoppel | 1     | Li Yongbo / Tian Bingyi  |
| 1989   | Swedish Open      | Herrendoppel | 1     | Li Yongbo / Tian Bingyi  |
| 1989   | French Open       | Herrendoppel | 1     | Li Yongbo / Tian Bingyi  |
| 1989   | Weltmeisterschaft | Herrendoppel | 1     | Li Yongbo / Tian Bingyi  |
| 1989   | Denmark Open      | Herrendoppel | 1     | Li Yongbo / Tian Bingyi  |
| 1990   | Swedish Open      | Herrendoppel | 1     | Li Yongbo / Tian Bingyi  |
| 1990   | All England       | Herrendoppel | 2     | Li Yongbo / Tian Bingyi  |
| 1990   | Asienspiele       | Herrendoppel | 1     | Li Yongbo / Tian Bingyi  |
| 1990   | Denmark Open      | Herrendoppel | 1     | Li Yongbo / Tian Bingyi  |
| 1991   | Weltmeisterschaft | Herrendoppel | 3     | Li Yongbo / Tian Bingyi  |
| 1991   | China Open        | Herrendoppel | 1     | Li Yongbo / Tian Bingyi  |
| 1991   | All England       | Herrendoppel | 1     | Li Yongbo / Tian Bingyi  |
| 1992   | French Open       | Herrendoppel | 1     | Li Yongbo / Tian Bingyi  |